# Departamento de Inmigración y Pasaportes (Bangladés)
El departamento de Inmigración y Pasaportes es una organización del Ministerio de Asuntos Interiores del gobierno de Bangladés. El departamento es responsable de la tramitación de pasaportes y de la inmigración y migración en Bangladés. 
El departamento tiene su sede en unas oficinas en el distrito de Agargaon en Daca, la ciudad capital de Bangladés. Actualmente el departamento está al mando del director general del departamento, el mayor general Mohammed Ayub Choudhury.

## Historia
El departamento fue establecido en 1973 por el gobierno de Bangladés después de la guerra de Liberación de Bangladés en 1971. En el 2017 el departamento empezó a desarrollar una lista biométrica de refugiados rohinyá en Bangladés.